# Erich Claßen

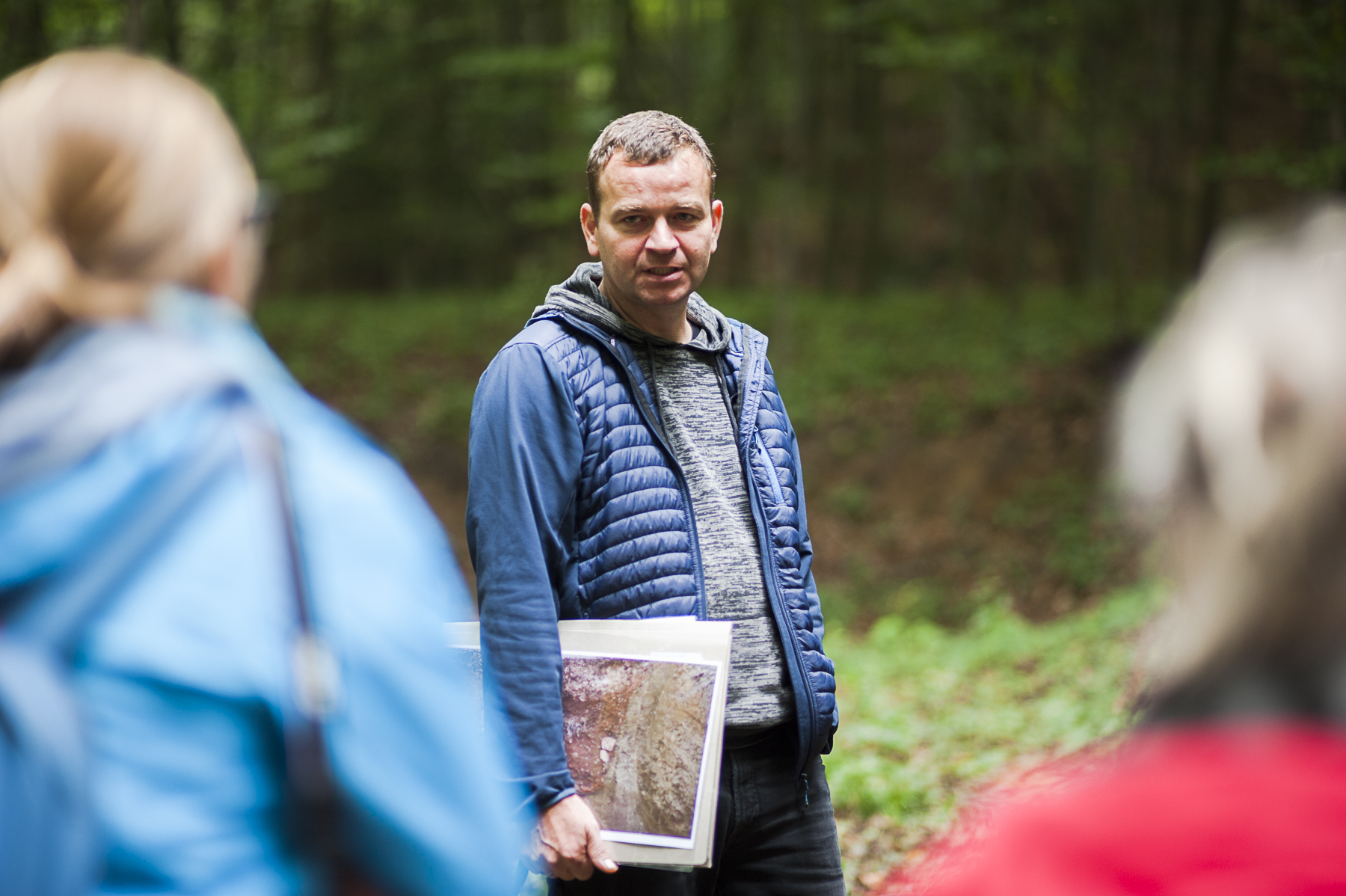
Erich Claßen bei einer Geländeführung (2017)

Erich Claßen (* 1973 in Birkesdorf, Stadt Düren) ist ein deutscher  Prähistorischer Archäologe, Bodendenkmalpfleger und Landesarchäologe. Claßen ist Spezialist für das Neolithikum; zu seinen Forschungsfeldern zählt unter anderem die Landschaftsarchäologie und die Sozialgeschichte der steinzeitlichen Perioden Mitteleuropas.

## Wissenschaftlicher Werdegang
Claßen stammt aus der Nordeifel, wuchs in Heimbach (Eifel) Stadtteil Vlatten (Kreis Düren) auf. Er besuchte das Gymnasium in Zülpich, anschließend studierte er Ur- und Frühgeschichte, Klassische und Provinzialrömische Archäologie sowie Geologie/Paläontologie an der Universität zu Köln. Dort promovierte er 2007 im Fach Ur- und Frühgeschichte mit einer von Jürgen Richter betreuten Dissertation zum Thema Siedlungen der Bandkeramik bei Königshoven. Hier befasste er sich mit einer Siedlungsgruppe der ersten Bauern Mitteleuropas bei Königshoven im Tagebau Garzweiler. Diese Studie wurde 2007 mit dem Archäologiepreis der Stiftung zur Förderung der Archäologie im rheinischen Braunkohlenrevier und 2012 mit dem Preis der Offermann-Hergarten-Stiftung an der Universität zu Köln ausgezeichnet. 
Seit 2005 ist Claßen in der Bodendenkmalpflege tätig, zunächst im Rahmen eines  zweijährigen Volontariats beim Landesamt für Denkmalpflege und Archäologie in Halle (Saale). 2007 trat er eine Tätigkeit beim Bayerischen Landesamt für Denkmalpflege an und war dort Dienststellenleiter für die Bodendenkmalpflege in Ingolstadt sowie gleichzeitig stellvertretender Referatsleiter und Referent für Vorgeschichte für den Regierungsbezirk Oberbayern. Im Lauf seiner dreijährigen Tätigkeit betreute er rund 200 Projekte. 
2010 wechselte er an die Archäologische Staatssammlung München und war dort als Referatsleiter für Vorgeschichte sowie EDV-Beauftragter tätig. 2013 kehrte er in seine rheinische Heimat zurück und übernahm die Leitung der Außenstelle Overath des LVR-Amtes für Bodendenkmalpflege. Hier verantwortete er zahlreiche Ausgrabungen und initiierte archäologische Forschungsprojekte in der Region. Ein besonderes Anliegen war ihm dabei die Ausbildung und Förderung des archäologischen Nachwuchses. Unter anderem ist ihm die Wiederaufnahme der Ausbildungstätigkeit im Bereich der Grabungstechnik zu verdanken.
Seit Anfang 2019 leitet Claßen offiziell das LVR-Amt für Bodendenkmalpflege im Rheinland beim Landschaftsverband Rheinland (LVR) und ist damit in der Nachfolge Jürgen Kunows Landesarchäologe des Rheinlandes, des rheinischen Teils Nordrhein-Westfalens.
Claßen nahm an zahlreichen Grabungen und Forschungsprojekten im In- und Ausland (Deutschland, Portugal, Frankreich, Namibia und Ägypten) teil, darunter auch einige unter seiner Leitung.
Seit dem 1. Januar 2019 ist Claßen Mitglied im Beirat der Stiftung zur Förderung der Archäologie im rheinischen Braunkohlerevier. Seit dem 28. Oktober 2021 ist Claßen Vorsitzender der Deutschen Limeskommission.

## Ehrenamtliches Engagement
Von 2005 bis 2008 war Erich Claßen Sprecher der Arbeitsgemeinschaft Neolithikum der Deutschen Verbände für Altertumsforschung sowie von 2011 bis 2013 stellvertretender Vorsitzender der Deutschen Gesellschaft für Ur- und Frühgeschichte (DGUF).

## Publikationen
- umfangreiches Publikationsverzeichnis[6]
- Siedlungen der Bandkeramik bei Königshoven (= Rheinische Ausgrabungen Band 64). Mit einem Beitrag von Ursula Tegtmeier, von Zabern, Darmstadt 2012, Zugl. Universität zu Köln Dissertation 2007, ISBN 978-3-8053-4349-7.
- mit Thomas Doppler und Britta Ramminger (Hrsg.): Familie – Verwandtschaft – Sozialstrukturen. sozialarchäologische Forschungen zu neolithischen Befunden. Welt und Erde, Kerpen 2010, ISBN 978-3-938078-07-5.
- mit Martina Baumgärtner, Martin Müller und Thomas Otten (Hrsg. Landschaftsverband Rheinland): UNESCO-Welterbe Niedergermanischer Limes. Präsentation, Vermittlung und Tourismus. Nünnerich-Asmus, Oppenheim 2025, ISBN 978-3-96176-302-3.